# Buster Williams
Buster Williams, geboren als Charles Anthony Williams jr. (Camden, 17 april 1942), is een Amerikaanse jazzcontrabassist.

## Biografie
Williams kreeg contrabas- en drumonderricht van zijn vader. Hij kwam in 1959 in de band van Jimmy Heath (met Sam Dockery en Specs Wright) en hij werkte van 1960 tot 1961 met Gene Ammons en Sonny Stitt. Daarna volgde hij cursussen compositie, harmonieleer en muziektheorie aan het Combs College of Music in Philadelphia en begeleidde hij na optredens met het Gerald Price Trio de zangeressen Dakota Staton (1961–1962), Betty Carter (1962–63), Sarah Vaughan (1963) en Nancy Wilson (1964–68), met wie hij naar Los Angeles ging. Daar nam hij op met The Jazz Crusaders en Miles Davis en werkte hij met Kenny Dorham en het Bobby Hutcherson/Harold Land Quintet.
Na zijn terugkeer naar New York in 1969 werd hij lid van de band van Herbie Hancock en was hij tot 1972 betrokken bij hun opnamen. Hij was bovendien betrokken bij het ECM Records-album The Jewel in the Lotus van Bennie Maupin. Daarnaast werkte hij met Art Blakey, Herbie Mann, Mary Lou Williams en de band van Eddie Henderson. Tijdens de volgende jaren nam Williams een reeks albums op als orkestleider en werd hij in 1980 voor zijn medewerking aan het album Love For Sale (met Hank Jones en Tony Williams) genomineerd voor een Grammy Award. Met Ron Carter en het London Symphony Orchestra nam hij de soundtrack voor de film Le Choix des armes op.
Begin jaren 1980 werkte hij met Herbie Hancock, Tony Williams en Wynton Marsalis en (tot 1995) in een trio met Hancock en Al Foster. In 1989 bracht hij het album Something More uit met eigen composities, waaraan Hancock, Foster, de trompettist Shunzo Ono en Wayne Shorter meewerkten. In 1991 kreeg hij een compositie-opdracht voor een werk voor jazzkwintet en koor.
Daarna was hij lid van het kwartet Square met Kenny Barron, Ben Riley en Charlie Rouse, formeerde hij het eigen kwartet Something More, waarmee hij tournees afwerkte door Europa, Japan en Australië en waarmee hij deelnam aan het jazzfestival in Moskou. Hij ging bij de band The Timeless Allstars met Cedar Walton, Billy Higgins, Curtis Fuller, Harold Land en Bobby Hutcherson. 1998 werkte hij mee bij Geri Allens album The Gathering.

## Discografie
- 1975: Pinnacle met Sonny Fortune, Guilherme Franco, Onaje Allan Gumbs, Billy Hart, Suzanne Klewan, Woody Shaw, Earl Turbinton
- 1976: Crystal Reflections met Roy Ayers, Kenny Barron, Billy Hart, Nobu Horushiyama, Suzanne Klewan, Jimmy Rowles
- 1978: Tokudo met Kenny Barron, Ben Riley
- 1978: Heartbeat met Kenny Barron, Gayle Dixon, Pat Dixon, Billy Hart, Suzanne Klewan, Ben Riley
- 1978: Dreams Come True met Kenny Barron, John Blake, Lloyd Carter, Hank Crawford, Akua Dixon, Gayle Dixon, Eddie Drennon, Carl Ector, Terri Gonzalez, Onaje Allan Gumbs, Billy Hart, Eddie Henderson, Nobu Horushiyama, Clarissa Howell, Curtis Rance King jr., Ulysses Kirksey, Hubert Laws, Ronald Lipscomb, Ben Riley, Melvin Roundtree, Darryl Tookes, 1978
- 1989: Something More met Al Foster, Herbie Hancock, Shunzo Ono, Wayne Shorter
- 1994: Piano Man met Billy Higgins, Hilton Ruiz
- 1998: Somewhere Along the Way met Gary Bartz, Stefon Harris, Carlos McKinney, Lenny White
- 1999: Lost in a Memory met Stefon Harris, Geri Allen, Lenny White
- 2001: Houdini met Geri Allen, Lenny White
- 2002: Joined at the Hip met Steve Wilson, Ali Muhammed Jackson, Carlos McKinney
- 2004: Griot Liberte met George Colligan, Stefon Harris, Lenny White

- Bibsys: 4014567
- Biblioteca Nacional de España: XX4711023
- Bibliothèque nationale de France: cb13901173v (data)
- Catàleg d'autoritats de noms i títols de Catalunya: 981058516247106706
- Gemeinsame Normdatei: 134557417
- International Standard Name Identifier: 0000 0001 1580 6822
- Library of Congress Control Number: n80093136
- MusicBrainz: a61d8b20-9df6-4f05-81c2-10c607803ac5
- Nationale Bibliotheek van Israël: 987007345419305171
- Nederlandse Thesaurus van Auteursnamen: 073526673
- Réseau des bibliothèques de Suisse occidentale: 02-A003976886
- Istituto Centrale per il Catalogo Unico: CAGV301278
- Virtual International Authority File: 119691195
- WorldCat: E39PBJtCGv4g8jWtyMQjHph4MP